# Куза-Воде (Келераш)
Куза-Воде (рум. Cuza Vodă) — село у повіті Келераш в Румунії. Входить до складу комуни Куза-Воде.
Село розташоване на відстані 95 км на схід від Бухареста, 8 км на північний захід від Келераші, 109 км на захід від Констанци, 142 км на південний захід від Галаца.

## Населення
За даними перепису населення 2002 року у селі проживали 2133 особи. Рідною мовою 2132 особи (> 99,9%) назвали румунську.
Національний склад населення села:
| Національність | Кількість осіб | Відсоток |
| -------------- | -------------- | -------- |
| румуни         | 2122           | 99,5%    |
| цигани         | 9              | 0,4%     |